# 鴻池之政
鴻池 之政（こうのいけ これまさ、慶長2年（1597年）- 寛文8年（1668年）9月8日）は、日本の江戸時代の商人。和泉町鴻池家の初代当主。出雲国の戦国武将山中幸盛の孫。山中幸元（新右衛門）の三男。通称は（初代）鴻池又右衛門と称した。
または山中 之政（やまなか これまさ）ともいう。
墓所は大阪市中央区中寺町の顕孝庵境内墓地、紀州高野山奥の院にある。法号は明叟久円居士。享年71。

## 生涯
山中幸盛の長男である山中幸元の三男として生まれた。元和3年（1617年）に鴻池村から大阪和泉町に住まいを移して分家し、醸造業を始む、銘を清水と云った。明暦元年（1655年）弟である鴻池正成の長男・捨吉（鴻池之休）を養子にする。寛文元年（1661年）に一族の協力を得て西高津の廃寺玉泉寺跡に菩提寺顕孝庵を建立し、始祖の山中幸元の木像と肖像画を納めた。
鴻池家では山中秀成・鴻池之政・鴻池正成を鴻池三家と称した。